# Thrigmopoeus
Thrigmopoeus là một chi nhện trong họ Theraphosidae.

## Các loài
Chi này gồm các loài:
- Thrigmopoeus insignis Pocock, 1899
- Thrigmopoeus truculentus Pocock, 1899